# Горх Фок (барк)

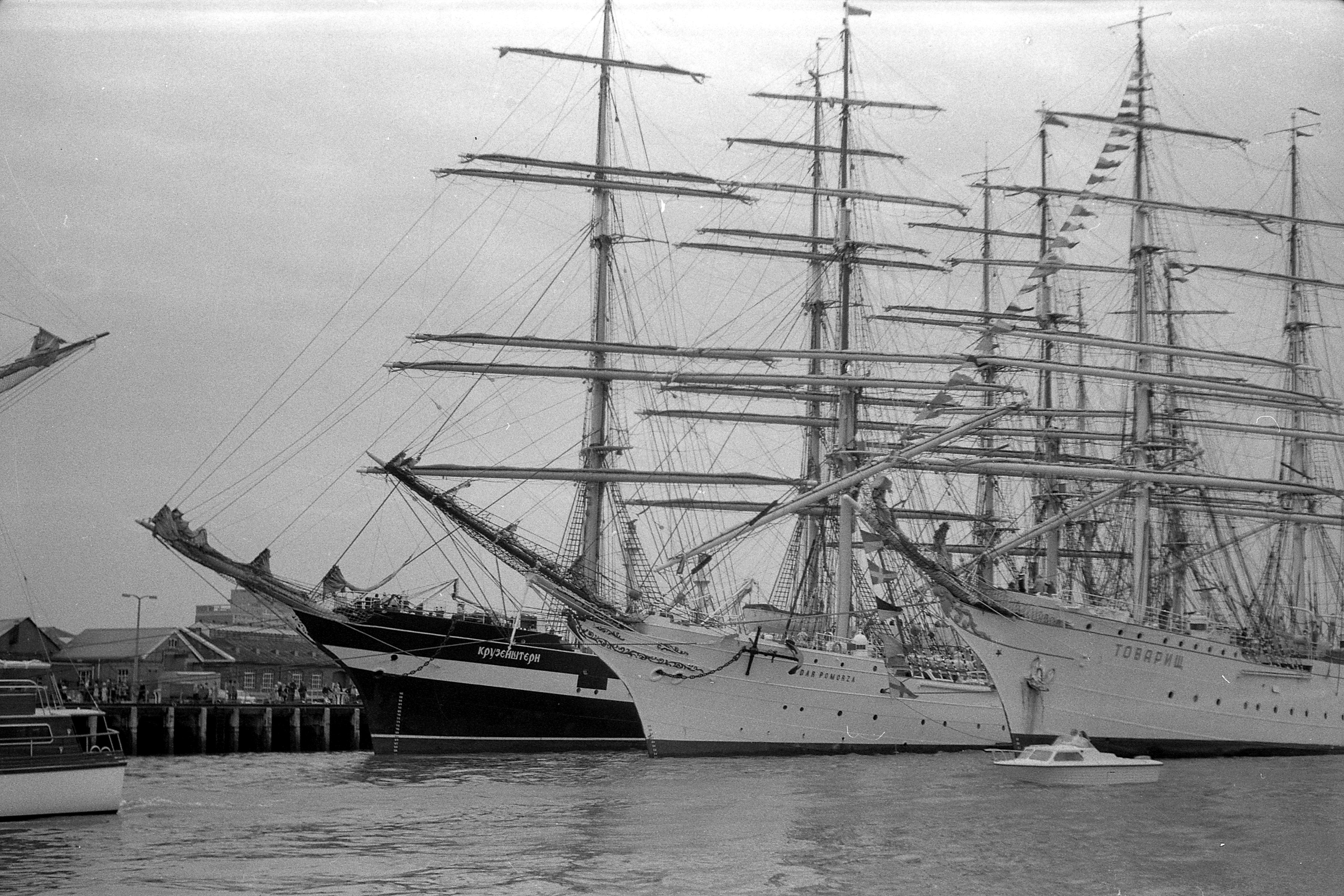
«Крузенштерн», «Дар Поморья» и «Товарищ» на рейде Портсмута во время регаты 1974 года

«Горх Фок I» (нем. Gorch Fock, с 1933 г.), «Товарищ» (1949—1999) — трёхмачтовый барк, построенный в учебных целях по заказу ВМС Германии на гамбургской верфи Blohm und Voss и названный в честь немецкого писателя-мариниста Ганса Кинау (нем. Johann Wilhelm Kinau), который подписывал свои произведения псевдонимом Горх Фок. После Второй мировой войны корабль был передан по репарации Советскому Союзу и переименован в «Товарищ» с портом приписки в Херсоне. С 2003 года — музейный корабль в Штральзунде.

## Предыстория
Барк был заказан имперским флотом Германии (Рейхсмарине), срочно искавшим замену учебному трехмачтовику «Ниоба» (нем. Niobe), который, попав в сильнейший шторм в проливе Фемарн-Бельт, опрокинулся и затонул в июне 1932 года. В ходе расследования обстоятельств гибели парусника Niobe в его конструкции были выявлены технические просчёты. Они были учтены при проектировании нового учебного барка — более надёжного, манёвренного и остойчивого. В частности, представители флота требовали, чтобы он выдерживал крен в 90 градусов. Одним из обязательных условий было недопущение чрезмерной площади парусов (нем. Übertakelung), как это имело место в случае с «Ниобой».
Заказ под № 495 был размещён на гамбургской верфи «Blohm und Voß», при этом значительная часть стоимости проекта была покрыта целевыми средствами, собранными «Флотским союзом немецких женщин» и «Немецким флотским обществом». Корпус судна стальной клёпанный, двухостровного типа с удлинённым баком и ютом и двумя непрерывными палубами. Длина судна 82,1 метра, ширина 12 метров, осадка 5,2 метра. Имеет грузовместимость 1510 тонн. Высота главной мачты с 23 парусами — 41,3 метра. Общая площадь 23 парусов — 2 тыс. кв. м.
Через 100 дней после закладки корабль 3 мая 1933 года был спущен со стапелей. Торжественную речь при церемонии произнёс адмирал Эрих Редер. Первым капитаном корабля был назначен капитан 1-го ранга Рауль Мивес. За спуском корабля на воду в Гамбурге наблюдало более десяти тысяч зрителей. Церемония стала одной из самых массовых и торжественных в довоенный период. Барк назвали[кто?] «шедевром» фирмы Blohm & Voss, которая сумела воплотить в нём качества как военного корабля, так и торгового судна.
Экипаж
капитан, старпом, 3 вахтенных офицера, 1 врач, 1 кассир, 1 боцман, 1 рулевой, 1 администратор, 1 машинист, 2 фельдфебеля, 24 унтер-офицера, 20 членов команды, 1 повар, 1 стюард, 1 парикмахер, 180 кадетов (курсантов)

## Техническое описание
Барк «Горх Фок-I» спроектирован в качестве учебного судна. В соответствии с заданием на проектирование судно имеет относительно небольшие размерения, достаточную прочность корпуса, обладает высокими мореходными и ходовыми качествами. Высокая остойчивость судна обеспечена относительно небольшой величиной удлинения корпуса (L/B =5,1), при этом его обводы выполнены значительно «острее» таковых в проектах обычных грузовых парусников тех лет. Коэффициент полноты корпуса судна составляет 0,45 (коэффициент полноты корпуса барка «Седов», строившегося в качестве грузового судна — 0,69). Корпус стальной клёпаный, «двухострового» типа с удлинёнными баком и ютом, протяжённостью соответственно 45 и 35 % длины судна. В корпусе расположены две непрерывные палубы и две платформы.
По типу парусного вооружения — классический барк. Фок- и грот-мачты несут прямые паруса, бизань-мачта — косые. Названия парусов отражают разделённость однодеревых мачт на собственно мачту и её стеньгу, а однодеревых брам-стеньг на собственно брам-стеньги и бом-брам-стеньги. Это обусловило наличие в перечне парусов брамселей и стакселей — размещённых между мачтами. Перечень названий парусов и их площади в м2: Бом — кливер — 46,3; Кливер — 45,2; Средний кливер — 49,0; Фор-стень-стаксель — 33,4; Фок — 147,0; Нижний фор-марсель — 90,5; Верхний фор-марсель — 97,4; Фор-брамсель — 93,8; Фор-бом-брамсель — 65,1; Горот-стень-стаксель — 60,9; Грот-брам-стаксель — 66,3; Грот-бом-брам-стаксель — 106,3; Грот — 164,0; Нижний грот-марсель — 90,5; Верхний грот-марсель — 94,4; Грот-брамсель — 93,8; Грот бом — брамсель −65,1; Апсель — 66,3; Крюйс-стень-стаксель — 46,3; Крюйс-брам-стаксель −43,6; Нижняя бизань — 113,6; Верхняя бизань — 63,7; Бизань-гаф-топсель — 72,5. Общая площадь парусов — 1812,0 м2
Рангоут отличается рациональностью, простотой в обслуживании и внешне весьма эстетичен. Основной рангоут — стальной, бра- и бом-брам-стеньги, а также все брам-реи деревянные.

### Суда типа «Gorch-Fock-Klasse»
Проект учебного барка «Горх Фок I» явился базовым для последующих шести барков аналогичного назначения, заложенных в разные годы и построенных по несколько изменённым индивидуальным проектам, в которых два габаритных размера (ширина корпуса по миделю и высота борта) были приняты едиными, а другие элементы (длина, осадка, ходкость, водоизмещение, площадь парусности и мощность вспомогательного двигателя) варьировались от проекта к проекту. Вариации значений элементов индивидуальных проектов, вероятно преследовали цель последовательного их совершенствования. Удлинение корпуса судна послевоенного проекта составило 5,85, фактически соответствуя удлинённости корпуса «чайного» клипера. В этой связи всем шести судам было присвоено общее идентификационное обозначение типа «Горх Фок» (нем. «Gorch-Fock-Klasse»):
- Horst Wessel[нем.] (1936, с 1946 — «Eagle») — после войны передан США, учебное судно Академии береговой охраны США
- Albert Leo Schlageter (1937, в 1948—1961 — «Guanabara», c 1962 — «NRP Sagres») — после войны передан США, в 1948 продан Бразилии, в 1962 продан Португалии, учебное судно ВМС Португалии
- Mircea (1938) — построен в качестве учебного судна для ВМС Румынии
- Herbert Norkus[нем.] (не достроен)
- Gorch Fock II (1958, построен с использованием частей «Herbert Norkus»)

| Основные элементы и характеристики барков типа «Горх Фок» |              |                |                         |          |                 |
| Характеристика                                            | «Gorch Fock» | «Horst Wessel» | «Albert Leo Schlageter» | «Mircea» | «Gorch Fock II» |
| Год закладки                                              | 1933         | 1936           | 1937                    | 1938     | 1958            |
| Длина наибольшая с бушпритом, м                           | 82,6         | 90             | 89,5                    | 81,5     | 89,5            |
| Длина наибольшая без бушприта, м                          | 73,7         | 80,9           | 80,9                    | 73,0     | 81,3            |
| Длина между перпендикулярами                              | 62,0         | 70,4           | 70,1                    | 62,3     | 70,2            |
| Ширина по миделю, м                                       | 12,0         | 12,0           | 12,0                    | 12,0     | 12,0            |
| Высота борта, м                                           | 7,3          | 7,3            | 7,3                     | 7,3      | 7,3             |
| Осадка без киля, м                                        | 4,50         | 4,80           | 4,70                    | 4,80     | 4,85            |
| Водоизмещение, т                                          | 1510         | 1784           | 1725                    | 1604     | 1810            |
| Площадь парусности, м2                                    | 1812         | 1983           | 1976                    | 1750     | 1964            |
| Мощность двигателя, кВт                                   | 369          | 545            | 550                     | 810      | 589             |
| Скорость под двигателем, уз                               | 7,0          | 10,0           | 10,0                    | 10,5     | 11,0            |
| Экипаж, чел.                                              | 45           | 65             | 158                     | 90       | 74              |
| Число курсантов                                           | 145          | 180            | 90                      | 140      | 200             |

## В составе флота Германии

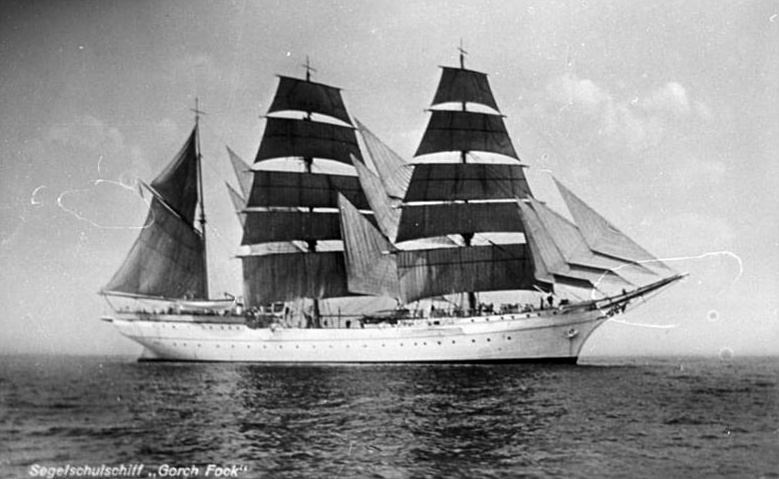
Gorch Fock в 1933—1940 гг.

Начиная с 1934 барк использовался для учебных целей. Ежегодно он совершал несколько коротких рейсов по Балтике и Северному морю, и ещё один дальний — через Атлантику. Постоянная команда — 60 человек, плюс 180 кадетов. «Корабль мечты» — так его называли не только в Германии, но и за границей. ВМС нацистской Германии использовали его в рекламных целях, чтобы привлекать курсантов — походами и морской романтикой.
После начала Второй мировой войны корабль, как и оба его побратима «Хорст Вессель» и «Альберт Шлагетер», служил главным образом плавучей канцелярией и общежитием для моряков в портах Свинемюнде и Киля, и лишь изредка использовался как учебное судно. Затем он был переведён в Штральзунд, где на его борту проходили курсы минёров. Команду сократили до 23 человек. В начале апреля 1944 года была предпринята попытка возобновить морские курсы. Однако приближение фронта изменило первоначальные планы.
На исходе Второй мировой войны барк был отбуксирован к острову Рюген, где с него частично был снят такелаж. 30 апреля 1945 года, после обстрела корабля с берега советскими танками, корабль был по приказу немецкого командования подорван и затоплен (координаты: 54°17′28″ с. ш. 13°08′22″ в. д.).

## В составе флота СССР
По окончании войны барк был передан СССР по Договору о репарациях
В 1947 году парусник был поднят со дна моря штральзундской фирмой «B. Staude Schiffsbergung». В том же году на ростокской верфи Neptun ему был обновлен корпус, а затем в 1947—1951 годах он был капитально отремонтирован на судоремонтном заводе в Висмаре. В 1949 году на нём была повешена рында с именем «Товарищ», а 15 июня 1950 года — барк приняла советская команда. Имя судна было унаследовано от четырёхмачтового клипера «Товарищ», который был построен в Великобритании в 1892 году, спущен на воду под именем «Лористон», в 1920—30-х годах служил учебным судном Балтийского, затем Черноморского флота, а в 1943 году был потоплен.
Осенью 1950 года барк пришёл в Лиепаю (Латвия). Там судно оснастили новым парусным вооружением и укомплектовали штатом. Моряков, знающих парусное дело, были единицы, а курсанты, которые прибыли на практику, нуждались в обучении. Дважды «Товарищ» выходил в Балтийское море, чтобы команда научилась ходить под парусами. Во время второго похода барк чуть не перевернулся: из-за не вовремя убранных парусов судно достигало крена в 48 градусов.
8 июля 1951 года «Товарищ» вышел из Ленинграда под командованием капитана И. В. Трескина и, пройдя вокруг Европы с заходом по пути в Плимут, Гибралтар и Стамбул, 28 августа прибыл в Одессу. А уже 6 сентября 1951 года с новой группой практикантов судно снялось в очередной рейс — по Чёрному морю.
В том же году «Товарищ» был передан Херсонскому мореходному училищу им. Шмидта, становится базой для прохождения судовой практики курсантов мореходных училищ Одессы и Херсона.
Первое значительное плавание парусника под советским флагом состоялось в 1957 году под командованием опытного парусного капитана В. В. Васильева. Третьим помощником капитана тогда был Олег Ванденко, будущий капитан «Товарища». Рейс был из Чёрного моря через Атлантический океан вокруг Африки, к берегам Индонезии, Индии и обратно в Одессу. В этом рейсе барк впервые, после восстановительного ремонта, пересёк экватор.
В 1960 году барк «Товарищ» был задействован в съёмках художественного кинофильма «Алые паруса».
12 июля 1972 года вышел из Одессы в трансатлантический рейс — до Бермудских островов (с заходом на о. Тенерифе), стоянка в порту Гамильтон, а оттуда в Балтимор (на обратном пути попал в ураган «Кери»).
В 1972 году в Нью-Йорке барк принял участие в юбилейных торжествах по случаю 175-летия американского фрегата «Констеллейшн» (ныне корабль-музей)

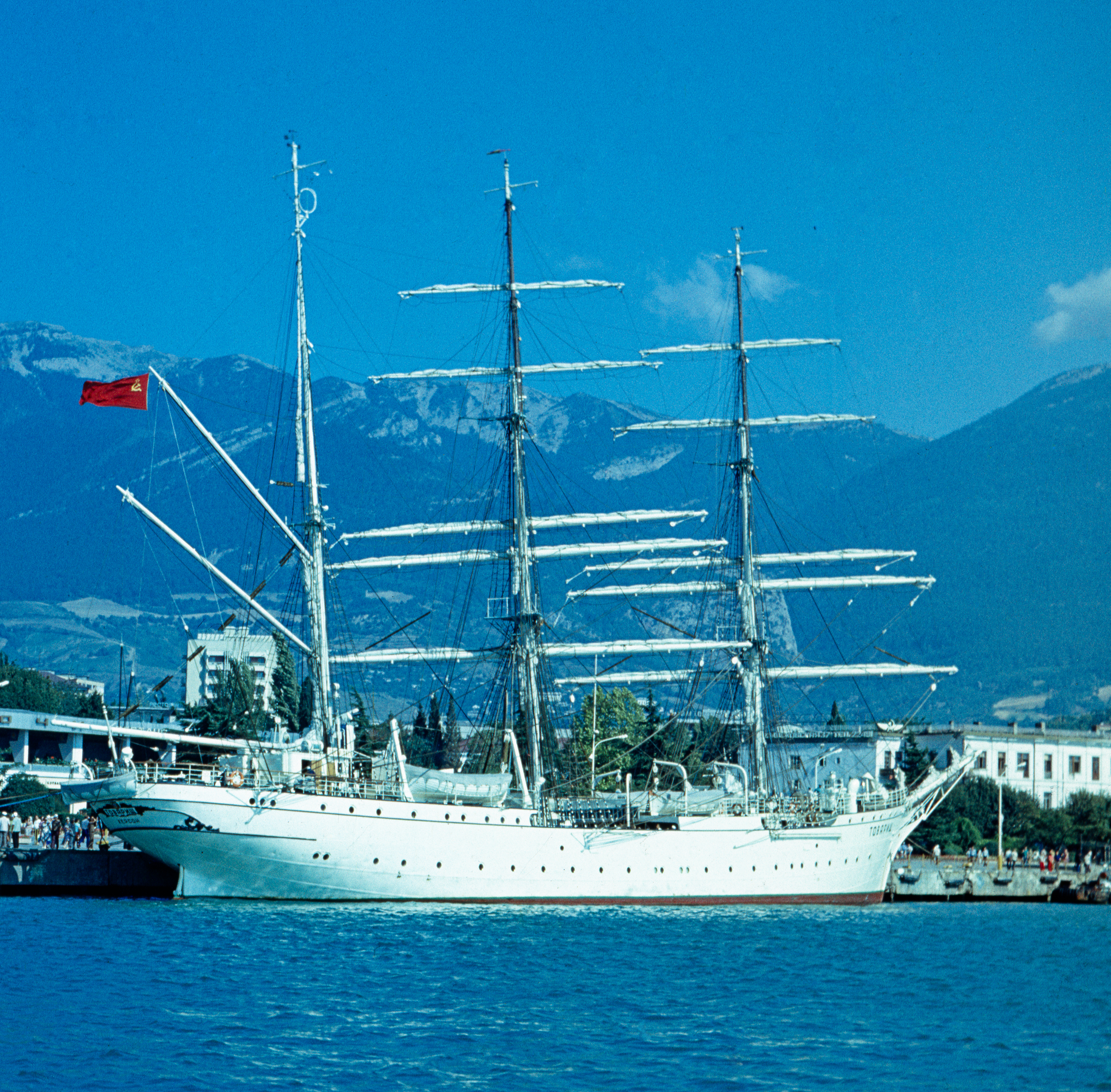
«Товарищ» в 1977 году

В 1974 году барк впервые принял участие в Балтийской регате престижной американской серии Operation Sail (с англ. — «Операция Парус»), проводимой по инициативе «Организации по обучению молодежи морскому делу» (англ. The Sail Training Association, STA). В официальном приглашении на состязание было сказано, что «Товарищу» отводится привилегированная роль в торжествах по случаю 30-летия освобождения Польши от немецко-фашистских захватчиков. Что безусловно обязывало. Старт гонке на 320-мильной дистанции по маршруту маяк Дрогден (Копенгаген) — Гдыня был дан 14 июля. В группе крупных полнорейных парусников класса «А» выступали также польский парусник «Dar Pomorza», западно-германский «Горх Фок II», советский «Крузенштерн», датский фрегат «Georg Stage» и бригантина «Wilhelm Pieck» из ГДР. «Товарищ» победил в гонке, опередив своего ближайшего соперника (немецкий барк аналогичной конструкции «Горх Фок II») на 16 часов 15 минут. Однотипный парусник послевоенной постройки «Горх-Фок-II» являлся фаворитом гонок предыдущих лет. Западногерманский барк несколько крупнее барка «Товарищ», нёс бо́льшую площадь парусов, с парусами работал более многочисленный экипаж. Барк «Горх-Фок-II» имеет сварной корпус с более гладкой поверхностью (корпус с меньшим гидравлическим сопротивлением), а «Товарищ» — имеет клёпаный корпус.
В 1976 году барк «Товарищ» после текущего ремонта принял участие в очередной регате «Операция Парус — 76». На первом этапе пришёл первым к рейду порта Санта-Крус-де-Тенерифе. Также и на втором этапе был первым. На третьем же пришёл четвёртым. Но по сумме трёх этапов завоевал первое место в классе А.
В 1977 году барк по официальному приглашению Бельгии посетил порт Гент, для принятия участия в празднования 150-летия открытия канала Тернезен-Гент (англ. Ghent-Terneuzen Canal).
В 1980 году барк прошёл капитальный ремонт на верфи в Югославии, после чего выполнил рейс к берегам Южной Америки по тому же маршруту, что и некогда его «крёстный отец».
15 мая 1984 года в честь советского учебного судна «Товарищ» назван астероид (2787) Tovarishch, открытый 13 сентября 1978 года Н. С. Черных в Крымской астрофизической обсерватории.

## В составе флота Украины
После распада СССР и провозглашения Украиной государственной независимости, несмотря на заявленную возможность ремонта на Херсонском судоремонтном заводе, барк был направлен для ремонта в Великобританию.
В 1993 году из-за плохого технического состояния срочно потребовалась замена главного дизельного двигателя. С этой целью немецкое общество Друзей парусного флота (Tall-Ship Friends) организовало свою первую акцию поддержки «Товарища». В Германии выпустили благотворительные сертификаты по сто марок с твердым процентом — один день на борту корабля.
В том же году «Товарищ» участвовал в регате у берегов Великобритании. С воспитательной целью несколько дней на его борту провела группа «трудных» английских подростков. Участники плавания и организаторы были очень высокого мнения о педагогических результатах и захотели повторить акцию. Однако в 1994 году из-за плохого состояния барк получил разрешение лишь на рейсы по Чёрному морю. Английская сторона выразила готовность оплатить ремонт с условием, что «Товарищ» регулярно будет посещать Ньюкасл.
Весной 1995 года барк отправился на верфь в Ньюкасл. Часть расходов на топливо и провиант взяли на себя немецкое «Общество друзья парусника».

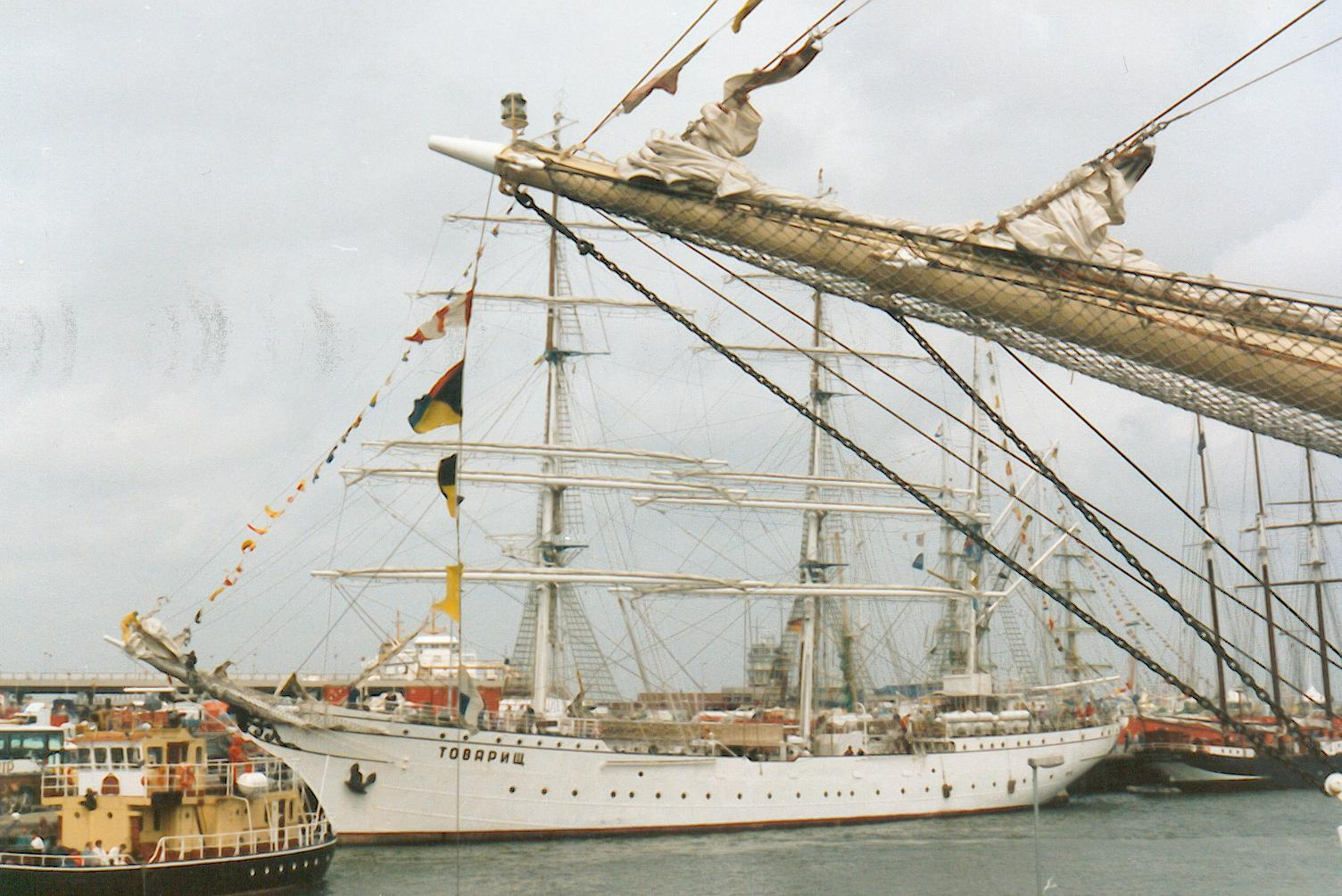
«Товарищ» в 1997 году

Однако новый детальный осмотр в сухом доке Ньюкасла показал, что состояние барка намного хуже, чем первоначально предполагали эксперты в Херсоне. Новая смета увеличилась до двух миллионов фунтов. Английские спонсоры готовы были повысить сумму до 500 тысяч. Срок действия судовых сертификатов подошел к концу. Вследствие отсутствия валюты у владельца — Министерства образования Украины, ремонтные работы так и не начались. Из-за аварийного состояния и отсутствия сертификатов выход в море «Товарищу» был запрещен и он был законсервирован.
Большая часть команды вернулась на Украину. По просьбе украинского консульства поддержку одиннадцати членов экипажа, оставшихся при корабле вместе со своим капитаном Юрием Кущенко, взяла на себя общественная организация Towarischtsch-Support-Group, в которую вошли немецкие и британские друзья парусника. Барк провел в Ньюкасле два года.
В 1997 году барк был отбуксирован в Мидлсбро на северо-востоке Англии. Городские власти Мидлсбро на средства из регионального фонда собирались открыть верфь для парусников. «Товарищ» должен был стать показательным проектом — за бесплатный ремонт и оплату 400 тысяч фунтов накопившихся и текущих расходов. Однако верфь так и не была построена.
В 1999 году, будучи в плохом состоянии, при отсутствии финансов со стороны Украины, но при финансовой поддержке немецкого товарищества Tall-Ship Friends барк был отбуксирован в город Вильгельмсхафен, где в 2000 году должна была состояться морская часть международной выставки EXPO.
С 1999 по 2003 год в Вильхельмсхафене барк за счет немецкой стороны был подвергнут капитальному ремонту. В ремонте принимали участие 60 профессионалов, а всего было занято 130 человек. Общая стоимость ремонта должна была составить к концу 4,5 миллиона евро.
В 2000 году он служил флагманским кораблем на всемирной выставке Экспо-2000.

## Возвращение в порт приписки
Немецкое общество «Tall-Ship Friends», согласно договору, продолжало содержать парусник и оставшуюся с ним украинскую команду, искать деньги и сухой док для ремонта. Однако отношения с хозяином парусника — министерством образования Украины — постепенно ухудшились. В 2000 году немецкие энтузиасты начали переговоры с городскими властями Штральзунда, предложив выкупить корабль и вернуть его в первый порт приписки. Городские власти позитивно отнеслись к этой идее. Они гарантировали бесплатное место для стоянки барка и его финансовую поддержку. Украина требовала за корабль один миллион евро, но затем в процессе переговоров цена была снижена до 500 тысяч евро, и сделка состоялась.
В 2003 году общество Tall-Ship Friends за добровольные денежные пожертвования выкупило «Товарищ» у украинского министерства образования. В том же году в плавучем доке Condock V был отправлен в «материнскую гавань» — город Штральзунд, где 25 сентября был встречен с официальными почестями. С 2004 по 2010 год барк был в несколько этапов подвергнут реставрации на «Народной верфи» Штральзунда (Volkswerft Stralsund GmbH).
29 ноября 2003 ему официально было возвращено его прежнее имя Gorch Fock («Gorch Fock I»), с которым он под номером 3675 был зарегистрирован в Немецком морском Регистре.
В 2005 году Gorch Fock был размещён в качестве плавучего музея в гавани города Штральзунд, который и был его первоначальным портом приписки.

## Капитаны
Германия 
- Рауль Мивез (Raul Mewes, 1933—1935)
- Август Тиле (August Thiele, 1935—1936)
- Бернхард Рогге(Bernhard Rogge, 1936—1938)
- Отто Келер (Otto Kähler, 1938—1939)
- Вильгельм Кале (Wilhelm Kahle, 1944—1945)

СССР 
- Иван Васильевич Трескин (1951-)
- В. В. Васильев (1957-)
- Кисов Борис Саввович (1992—1993)
- Олег Павлович Ванденко (1968—1997)
- Капитан-наставник М. И. Григор (1972-)
- Владимир Павлович Полозов (…1988…)[10][11]

Украина 
- Юрий Алексеевич Кущенко (1997—1999)
- Виктор Константинович Виноградов[12]

## Интересные факты
- За советский период своей жизни, под названием «Товарищ», барк проплыл 500 тысяч миль (около 936 тыс. км), побывал в 102 портах 86 стран. На нём прошли обучение морскому делу свыше 15 тысяч курсантов морских учебных заведений, в том числе из 12 иностранных государств.
- В результате ремонта и замены старых материалов новыми барк должен был стать легче на 60 тонн.
- Начиная с 2008 года в Штральзунде ежегодно проводится гандбольный кубок «Gorch Fock(I)-Cup». В 2011 году в нём приняло участие 28 команд (15 мужских и 13 женских) из 6 федеральных земель ФРГ[13].
- До замены банкнот в Федеративной Республике в 1990—1992 гг. изображение парусника «Горх Фок» украшало купюру достоинством в 10 немецких марок[2].

## Призы
- Победа на этапе Дания-Польша в регате серии Operation Sail 1974
- Победа в регате Operation Sail 1976
- Обладатель приза «Звезда морского содружества» (изготовлен из гранита взятого с мыса Горн).

## Фильмография
«Товарищ» участвовал в съёмках более сорока художественных фильмов как СССР, так и совместно с другими странами:
- «Максимка» (1952)
- «Алые паруса» (1961)
- «Ветер «Надежды»» (1977)
- «Мятежный «Орионъ»» (1978)
- «Девушка и море» (1981)
- «Дом, который построил Свифт» (1982)
- «Берег его жизни» (1984)
- «В поисках капитана Гранта» (1985)

и многих других.